# Liurana alpina
Liurana alpina es una especie  de anfibio anuro de la familia Ceratobatrachidae. Es endémica del Tíbet, en la  China.  